# طاووس زمردین (پروانه)
طاووس زمردین (پروانه)(نام علمی: Papilio palinurus) نام یک گونه از سرده پروانه‌های پاپیلیو است.
- طاووس زمردین (Papilio palinurus) زیرگونه‌ها:

- طاووس زمردین پالینوروس (Papilio palinurus palinurus)
- طاووس زمردین ادونتوس (Papilio palinurus adventus)
- طاووس زمردین دائدالوس (Papilio palinurus daedalus)
- طاووس زمردین نیفودوروس (Papilio palinurus nymphodorus)
- طاووس زمردین وگا (Papilio palinurus vega)
- طاووس زمردین آئوفنبرگی (Papilio palinurus auffenbergi)
- طاووس زمردین آنگوستاتوس (Papilio palinurus angustatus)